# 11762 Фоґель
11762 Фоґель (11762 Vogel) — астероїд головного поясу, відкритий 24 вересня 1960 року.
Тіссеранів параметр щодо Юпітера — 3,285.